# Markenformel
Unter Markenformel  versteht man eine ganze Kategorie von Rennwagen mit freistehenden Rädern, Formelwagen, die jeweils nicht dem relativ freien Formel-Reglement unterstehen, sondern in vielen Bauteilen – hauptsächlich Motor, Getriebe und Radaufhängung – fest definiert sind. Grundlage ist meist ein Produktionswagen, aber auch Motorradmotoren finden Verwendung. Meist ist auch Fabrikat und Dimension der Reifen vorgegeben; aber nicht in allen Ländern gleich.

## Abgrenzung
Zur Abgrenzung gegenüber den „echten“ Formeln wie Formel 3 und aufwärts dient die Enge des Reglements den Motor betreffend. In einer Markenformel ist ein einheitlicher Motor vorgeschrieben, in einer „großen“ Formel muss nur der Motorblock homologiert sein, und bestimmte Teile (Luftmengenbegrenzer, Steuerungsbox) können vorgeschrieben werden. Die Ausbaustufe der Motoren ist dann freigestellt; in Markenformeln sind die Motoren (und mehr) plombiert und nicht mehr in die Ausbaukompetenz der Teams gestellt. Der Sonderfall Formel 3000 und GP2 mit ihren einheitlichen Motoren lässt diese nicht zu Markenformelwagen werden, da die Teams alle Freiheiten bezüglich der anderen Bauteile wie Aufhängung, Antrieb etc. haben. Und selbst der Cosworth-Motor ist trotz seiner Stückzahl nicht homologiert, erst recht nicht der V8-Motor von Renault. Trotzdem haben die großen Formelklassen mit Ausnahme der Formel 1, einige Übereinstimmungen mit Markenformeln. Keiner käme aber ernsthaft auf die Idee, sie als solche zu bezeichnen.

## Reglement
Zu jeder Markenformel gibt es ein striktes Reglement, welches die konstruktiven Gegebenheiten und erlaubten Änderungen beschreibt. Das schließt das äußere Erscheinungsbild der Fahrzeuge, auch der Transportfahrzeuge, und der Fahreranzüge mit ein.
Meist bewerben sich Teams (Rennställe) mit einem oder mehreren Fahrzeugen und Fahrern um die jeweilige Meisterschaft. Möglich ist aber auch eine zentrale Verwaltung und Wartung in einem serieneigenen Team, wie bei der Formel Palmer Audi.

## Geschichte
Zuerst in den USA, dann nahezu weltweit begann in den 1960er Jahren ein neuer Typ von Formelwagen seine Präsenz in der Rennsportszene zu steigern. Aus Gründen der Finanzierbarkeit mussten wesentliche Teile vom VW Käfer stammen. Da das Fahrzeug insgesamt sehr leicht war, reichten die Bremsen und die 4½ Zoll schmalen Felgen aus.
Da die Motorleistung bei allen Teilnehmern praktisch gleich war, war der Rennverlauf spannend und von vielen Überholmanövern gekennzeichnet. Die Serie, Formel V genannt, kam beim Publikum, den Veranstaltern und den Aktiven gut an.
Die Formel Ford und die Formel Super V folgten bald nach, bedienten aber unterschiedliche Konzepte.

## Bekannte Markenformeln
| - Formel Abarth - Formel BMW - Formel Ford - Formel König | - Formel Nissan - Formel Opel - Formel Palmer Audi - Formel Renault - Formel Super V | - Formel Toyota - Formel V 1300 - Formel Volkswagen |

## Bekannte Fahrer
Fast alle Formel-1-Fahrer durchliefen in ihrer Karriere eine oder mehrere Stationen von Markenformeln. Keke Rosberg fuhr in Deutschland Formel Super Vau, Ayrton Senna fuhr Formel Ford überwiegend in England.

## Nachwuchsformel
Als Einstieg in den Motorsport eignen sich eher Formeln mit nicht zu komplizierten Einstellungsmöglichkeiten. Aerodynamische Hilfsmittel (Front- und Heckflügel) können die Verhältnisse erschweren, müssen es aber nicht (Wirkungslosigkeit). So war im Anfang der Formel Renault der einstellbare Heckflügel nahezu belanglos. Bei der Formel V und Formel Ford 1600/1800 gab es keine Flügel, wohl bei der Formel Super V und Formel Ford 2000. Die moderneren ADAC-Formel-Masters-Autos haben vorn und hinten Flügel, von denen nur der Heckflügel modifiziert werden darf. In der Formel BMW und der darauf basierenden Formula LO sind Front- und Heckflügel einstellbar.